# Кизил-Октябр (Ішимбайський район)
Кизи́л-Октя́бр (рос. Кызыл-Октябрь, башк. Ҡыҙыл Октябрь) — присілок у складі Ішимбайського району Башкортостану, Росія. Входить до складу Кузяновської сільської ради.
Населення — 40 осіб (2010; 70 в 2002).
Національний склад:
- башкири — 96%